# اویدی
اویدی (فرانسوی: Ovidie‎؛ زاده ۲۵ اوت ۱۹۸۰) یک بازیگر پورنوگرافی اهل فرانسه است.